# Газ и электричество города Казани
Газ и электричество города Казани — дореволюционная российско-бельгийская  компания. Полное наименование — Бельгийское анонимное общество под названием «Газ и электричество города Казани» (Gaz & Electricite de la ville de Kazan). Компания осуществляла свои действия в Казани.

## История

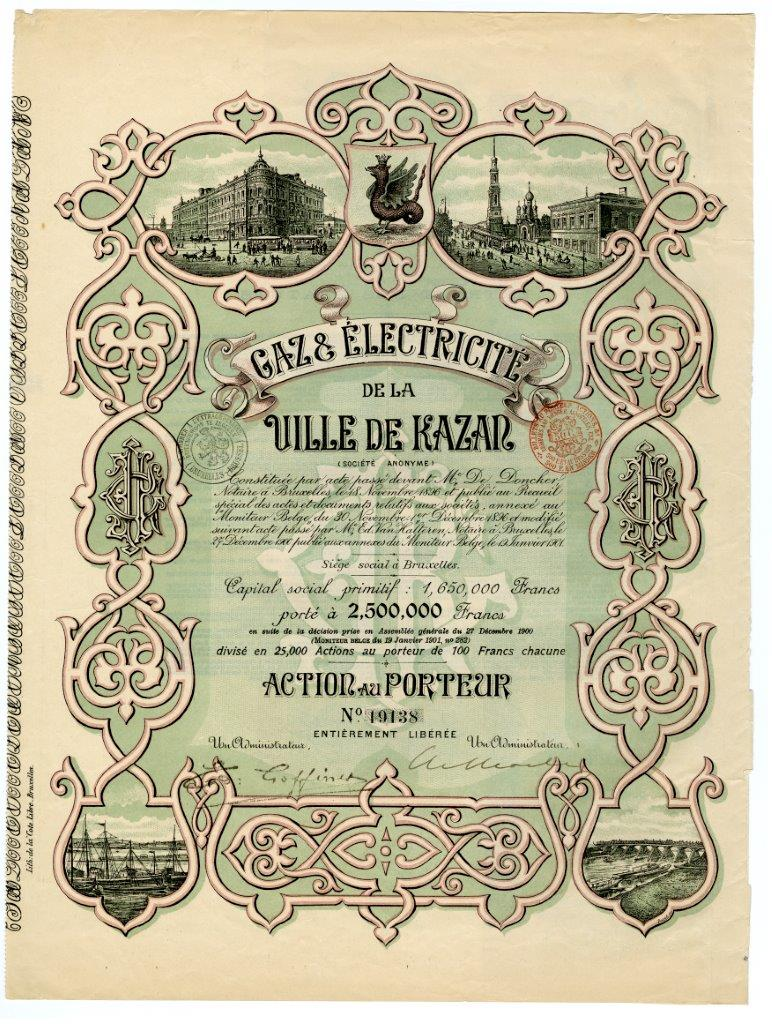
Акция в 100 бельгийских франков на предъявителя Акционерного общества «Газ и электричество г. Казани». Г. Брюссель.

Компания, стоявшая у истоков электрификации столицы современного Татарстана, судя по дате, указанной на акции, основана в конце 1896 года с целью эксплуатации на концессионных началах введенной в строй годом раннее первой в городе электрической станции.
Первая казанская электростанция, управляемая бельгийскими специалистами, была оснащена двумя газомоторными двигателями мощностью в 60 лошадиных сил каждый, работавшими на светильном газе. Впоследствии мощность станции была увеличена до 1900 лошадиных сил, вырабатываемых десятью газомоторными, двумя большими газогенераторными двигателями и двумя дизельными двигателями на нефтяном горючем. Непосредственная электрификация Казани началась в 1897 г. с центральной улицы города Большая Проломная (ныне улица Баумана). Первоначально по городу было установлено более трёхсот столбов с дуговыми фонарями в 1400 свечей. Годом позже, также электричество, вырабатываемое электростанцией компании «Газ и электричество г. Казани» было подведено к городскому костелу.
Газ для двигателей электростанции первоначально поступал по газопроводу с завода, расположенного в районе Суконная слобода, где он вырабатывался из нефти. Позже газ стали вырабатывать из антрацита. Впоследствии, по настоянию городских властей антрацит заменили древесным углем, который доставлялся на станцию на лошадях.
3 марта (18 февраля) 1914 г., как и было обозначено концессионным соглашением, электростанция бельгийского анонимного общества «Газ и электричество города Казани» перешла в собственность казанской городской управы.
После большевистской национализации первая казанская электростанция была переименована в «Красную зарю». В конце 1930-го г. в здании бывшей электростанции бельгийского анонимного общества заработала казанская фабрика по производству пишущих машинок (ныне ПО «Терминал»).